# Бегунова, Анна Евгеньевна
А́нна Евге́ньевна Бегуно́ва (род. 24 июля 1986, Омск, РСФСР, СССР) — российская актриса

 театра и кино. Наиболее известна по роли Марины Чуганиной в телесериалах «Кухня», «Отель Элеон», «Гранд» и «СеняФедя». Родная сестра актрисы Анастасии Бегуновой.

## Биография
Родилась 24 июля 1986 года в Омске.
В 2006 году окончила Школу-студию МХАТ (курс С. Земцова и И. Золотовицкого). Актриса Театра имени Пушкина.
В 2007 году на киевском фестивале «Молодость» получила приз Ива Монтана как лучшая молодая актриса за роль в фильме «Жестокость» Марины Любаковой.

### Личная жизнь
С 2014 года состояла в гражданском браке с актёром кино Сергеем Лавыгиным, в 2016 году у пары родился сын Фёдор.
В 2018 году вышла замуж за Дмитрия Власкина. 19 августа 2019 года родилась дочь Лукерья.

## Театральные работы

### Московский художественный театр им. А. П. Чехова
- «С любимыми не расставайтесь»

### Московский драматический театр имени А. С. Пушкина
- «Апельсины & лимоны»[6] — Сорель Блисс
- «Босиком по парку»[7] — Кори
- «Одолжите тенора!»[8] — Мэгги
- «Много шума из ничего»[9] — Геро
- «Добрый человек из Сезуана»[10] — Старуха
- «Таланты и покойники»[11] — Мари
- «Женитьба Фигаро» — Фаншетта, Сюзанна
- «Аленький цветочек»[12] — Алёнушка
- «Кот в сапогах»[13] — Принцесса Этенсель
- «Доходное место»[14] — Юлинька

## Фильмография
- 2004 — Женщины в игре без правил — дочь Веснина
- 2004 — Полный вперёд! — Катя Свечкина
- 2005 — Побег
- 2007 — Волшебный чуланчик — Юла
- 2007 — Жестокость — Вика
- 2008 — Игра в прятки — Надежда
- 2008 — Сердцеедки — Алиса
- 2009 — Черчилль (фильм 8 «Убей меня») — Юля-«Линкс»
- 2010 — Голоса — Даша
- 2010 — Красная ртуть — Света
- 2011 — На крючке! — англичанка
- 2011 — Дорогая моя доченька — Оля, подруга Вероники
- 2012 — Наследница
- 2012 — Моя большая семья — Райка, жена Василенко, бывшая невеста Генки
- 2013 — Лекарство против страха — Ольга, жена Дмитрия Варандина
- 2013 — Повороты судьбы — Мария Тарабанова
- 2014—2016 — Кухня 4—6 — Марина, жена Сени
- 2016—2017 — Отель Элеон — Марина, жена Сени
- 2018 — Гранд — Марина, жена Сени
- 2018 — СеняФедя — Марина, жена Сени
- 2018 — Звоните ДиКаприо! — Бегунова
- 2019 — Рикошет — посредница
- 2022 — Эластико: Двенадцатый игрок — Алина
- 2024 — Тень Чикатило — Викуля